# キロヘルツ
キロヘルツ（kilohertz、記号：kHz）は、国際単位系における周波数の単位で、103ヘルツ（Hz）（=1,000Hz）、0.001メガヘルツ（MHz）に相当する。日本では1972年（昭和47年）7月1日の改正計量法の施行を以って変更された。それまではkc/s（キロサイクル毎秒）又はkc（キロサイクル）と呼ばれた。khzやkHZという表記は誤り。KHZ表記は特殊用途以外ほとんど使われない。

## 符号位置
| 記号 | Unicode | JIS X 0213 | 文字参照          | 名称           |
| ---- | ------- | ---------- | ----------------- | -------------- |
| ㎑   | U+3391  | -          | &#x3391; &#13201; | キロヘルツ記号 |